# Desert Combat
Desert Combat (DC) — неофициальная некоммерческая модификация к компьютерной игре Battlefield 1942, созданная Frank Delise, Brian Holinka, Tim Brophy, и Stephen Wells. Действие Desert Combat разворачивается в Ираке во время Первой войны в заливе и охватывает период с 1990 по 1991 год. Он приобрел популярность с 2003 года, после вторжения в Ирак коалиционных сил и был отмечен на многих сайтах средств массовой информации.
Desert Combat выпущен Trauma Studios, был победителем FilePlanet Премия лучшая модификация 2003, имеет много других отзывов и наград, таких как в марте 2003 года PC Magazine. PC Gamer описал его как «Desert Combat расположен в раскаленной зоне конфликта на Ближнем Востоке между Соединенными Штатами и Ираком.»  Статья отметила, что ему помогла война в Ираке, что позволило увеличить количество просмотров страниц примерно до 15000 в день, или даже от 20000 до 70000. Desert combat был отправной точкой для появления модификаций на его основе, DC Extended и Desert Combat Realism в Am I Mod or Not? (Nieborg, 2005)

## Trauma Studios
1 сентября 2004 года, Digital Illusions CE (DICE) купила Trauma Studios, чтобы помочь в разработке игры Battlefield 2.
Незадолго до выхода Battlefield 2 DICE объявила, что компания "решила отказаться от нью-йоркского офиса Trauma Studios". DICE не будет платить $ 200.000 от первоначальной сделки.

## Известные модификации
Существуют также вторичные модификации для Desert Combat, такие как Desert Combat Extended, Desert Combat Realism и Desert Combat Final, которые изменяют геймплей и добавляют новый контент, такой как дополнительные войска и возможности. Когда Trauma Studios была приобретена DICE, некоторые из команды Desert Combat решили не присоединяться к DICE и продолжили делать Desert Combat Final, обновление Desert Combat. Он был выпущен 16 октября 2004, хотя это был не официальный релиз от Trauma Studios или команды Desert Combat.

## Награды
- FilePlanet's Best New Mod of 2004 for Desert Combat Final[9]
- FilePlanet's Best Mod of 2003[10]
- GameSpy's 2003 PC Modification of the Year[11]
- FilePlanet's Best New Mod for 2002[12]

## Список литературы
1. ↑  Morris, Chris (25 марта 2003). War games see spike. CNN. Архивировано 14 февраля 2007. Дата обращения: 2 февраля 2007.
2. ↑  Ly, Phuong (7 апреля 2003). In Wartime, Teens Go Back to Their Quarters. Washington Post. Архивировано из оригинала 15 сентября 2012. Дата обращения: 2 февраля 2007.
3. ↑  Desert Combat. Дата обращения: 12 ноября 2012. Архивировано из оригинала 9 сентября 2009 года.
4. ↑  MODS! // PC Gamer (неопр.). — PC Gamer.
5. ↑  Chris Morris. War games see sales spike. CNN (25 марта 2003). Дата обращения: 23 января 2007. Архивировано 2 июля 2012 года.
6. ↑  Phuong Ly. In Wartime, Teens Go Back to Their Quarters. The Washington Post (7 апреля 2003). Дата обращения: 23 января 2007. Архивировано 2 июля 2012 года.
7. ↑  Title. Дата обращения: 12 ноября 2012. Архивировано 24 февраля 2021 года.
8. ↑  GameSpot on Trauma closure. Дата обращения: 12 ноября 2012. Архивировано 30 сентября 2007 года.
9. 1 2  Desert Combat official website. Дата обращения: 2 февраля 2007. Архивировано 27 октября 2002 года.
10. ↑  File Planet weekly 30 December 2003. Дата обращения: 2 февраля 2007. Архивировано из оригинала 30 сентября 2004 года.
11. ↑  Game Spy's Game of the year 2003. Дата обращения: 2 февраля 2007. Архивировано 8 января 2013 года.
12. ↑  FilePlanet's Poll for Best New Mod of 2002. Дата обращения: 2 февраля 2007. Архивировано 8 января 2013 года.